# Hamburger Hauptkirchen

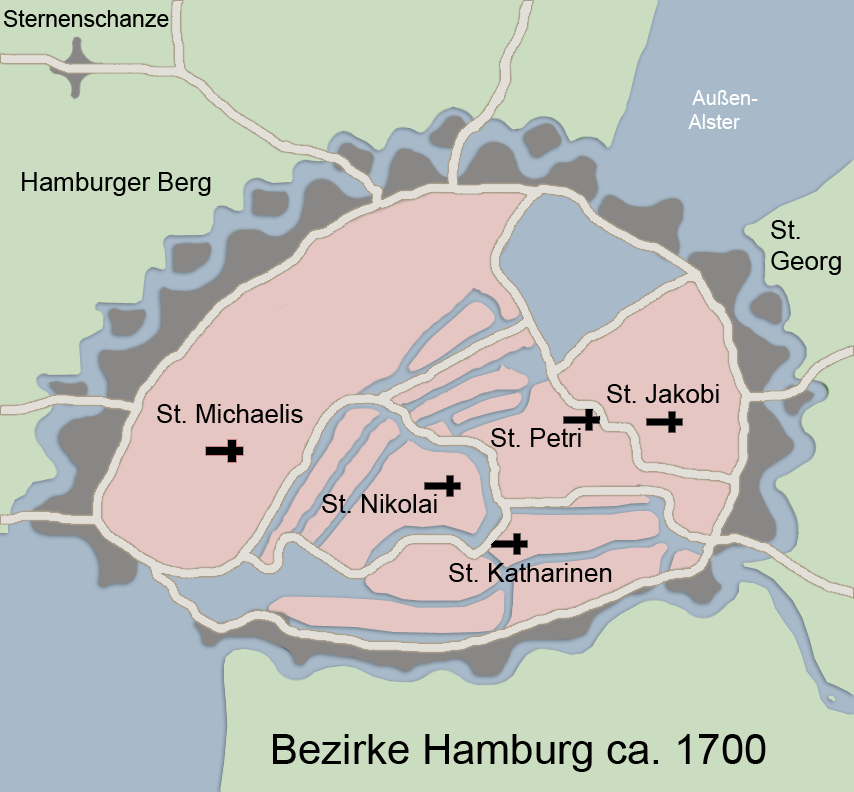
Granice parafii pięciu głównych hamburskich kościołów w latach 1687-1956

Hamburger Hauptkirchen (pol. dosł. główne hamburskie kościoły) – zbiorcze określenie, oznaczające następujące kościoły w centrum Hamburga:
- św. Piotra
- św. Katarzyny
- św. Michała
- św. Jakuba
- św. Mikołaja (przed drugą wojną światową)
- św. Mikołaja w Harvestehude (obecnie)

Pojęcie zostało wprowadzone dla podkreślenia wyjątkowej rangi tych kościołów w historii Hamburga.

## Historia
W 1529 Wolne Miasto Rzeszy Hamburg przy współudziale Johannesa Bugenhagena wprowadziło nową ordynację kościelną. Oznaczało to oficjalne narodziny kościoła luterańskiego w tym mieście. Ordynacja określiła schemat organizacyjny kościoła i jego funkcjonowanie na następne stulecia. Ze schematem organizacyjnym kościoła był z kolei bardzo ścisłe związany ustrój administracyjny samego Hamburga. Ukształtował się w ten sposób bliski związek parafii kościelnych  i miasta. Parafie kościelne wywierały zasadniczy wpływ na życie społeczno-polityczne miasta a pastorzy współdziałali z władzami świeckimi jeśli chodzi o nadzór nad szkolnictwem. Parafie organizowały również budowę obwarowań miejskich czy ochronę przeciwpożarową, do udziału w których zobowiązany był z kolei każdy obywatel miasta Hamburga. 
28 lipca 1943 kościół św. Mikołaja został silnie uszkodzony w wyniku bombardowań lotniczych. W 1951 rozebrano ruiny kościoła, pozostawiając tylko wieżę i resztki prezbiterium, które odtąd stanowić miały pomnik ofiar wojny. Ponieważ również okolice kościoła przedstawiały po wojnie morze ruin, ocaleli członkowie przedwojennej wspólnoty parafialnej postanowili przenieść całą parafię poza centrum miasta, do dzielnicy Harvestehude i tam zorganizować ją na nowo. Zwieńczeniem tego dzieła był nowy kościół św. Mikołaja, oddany do użytku w 1962. W nawiązaniu do dawnej symboliki otrzymał on status "Kościoła Głównego".